# طبيب أعشاب

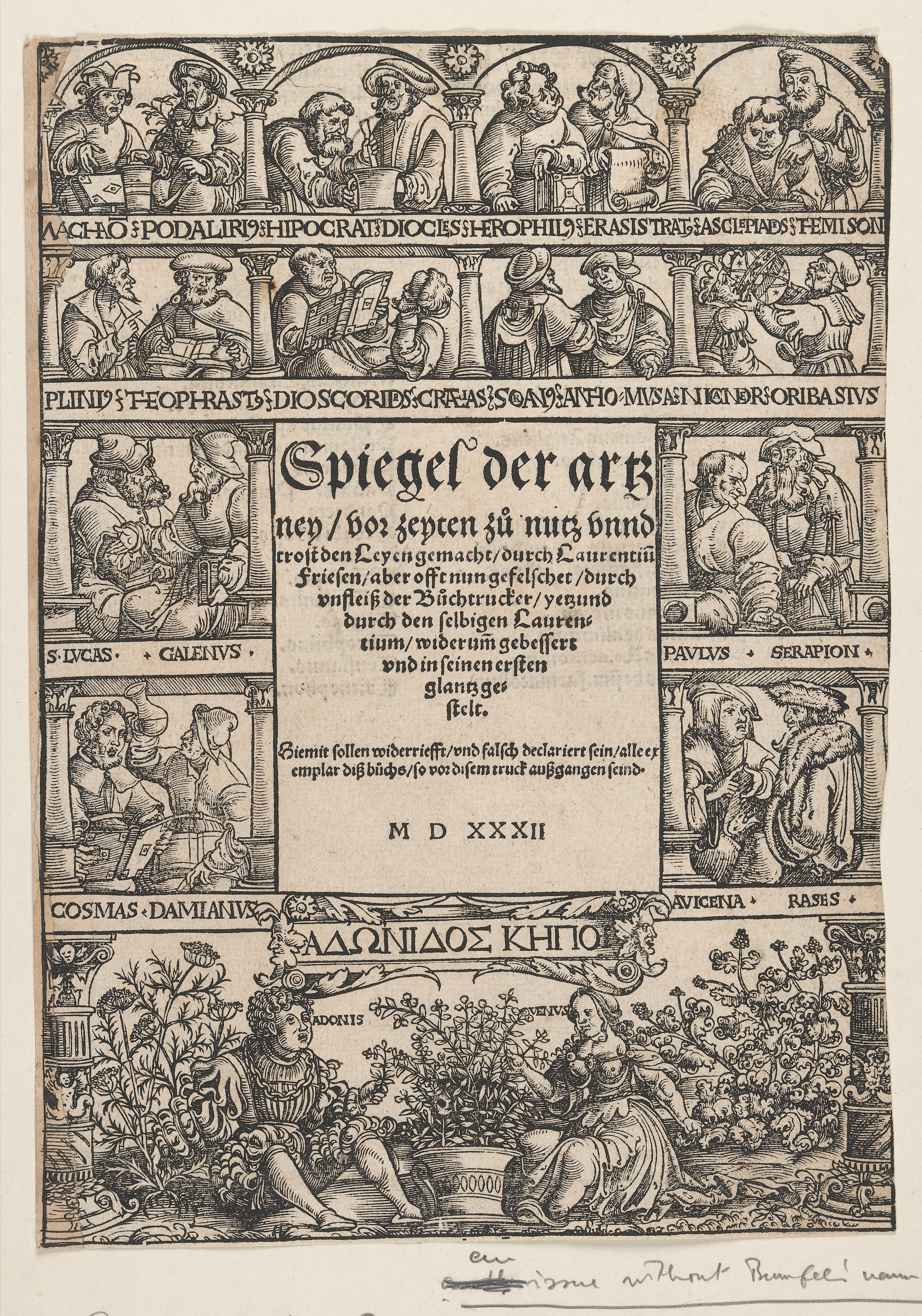
تفاصيل نقش خشبي يصور المعالجين بالأعشاب وعلماء الطب القدماء "هيروفيلوس وإيراسيستراتوس" النقش الخشبي بأكمله (جالينوس، بليني، أبقراط، إلخ.) ; وفينوس وأدونيس في حدائق أدونيس.

المُعالِج بالأعشاب أو طبيب الأعشاب هو محترف يقوم ببيع النباتات الطبية والمستحضرات من النباتات الطبية والمكونات الطبيعية المستخدمة كأدوية في صيدلية أو عبر الإنترنت. يقوم بتصنيع المنتجات حسب الطلب أو تسويق مستحضراته بشكل مستقل. ومع معرفته الواسعة في مختلف مجالات العلاج الطبيعي، يمكنه العمل كمستشار للصحة والعافية. يمارس طبيب الأعشاب التداوي بالأعشاب (علم عملي) ولكنه يدرس علم الأعشاب (علم نظري).